# Kreis Klingenthal
Der Kreis Klingenthal war ein Landkreis im Bezirk Karl-Marx-Stadt der DDR. Von 1990 bis 1995 bestand er als Landkreis Klingenthal im Freistaat Sachsen fort. Sein Gebiet liegt heute im Vogtlandkreis in Sachsen. Der Sitz der Kreisverwaltung befand sich in Klingenthal.

## Geographie

### Lage
Der Kreis Klingenthal lag südöstlich von Plauen im Oberen Vogtland. Die längste Grenze hatte der Kreis mit der ČSSR.

### Nachbarkreise
Der Kreis Klingenthal grenzte im Uhrzeigersinn im Südwesten beginnend an die Kreise Oelsnitz, Auerbach und Aue. Im Osten und Süden grenzte er an die Tschechoslowakei.

## Geschichte
Am 25. Juli 1952 kam es in der DDR zu einer umfassenden Verwaltungsreform, bei der unter anderem die Länder ihre Bedeutung verloren und Bezirke gebildet wurden. Aus Teilen der damaligen Landkreise Auerbach und Oelsnitz wurde der neue Kreis Klingenthal mit Sitz in Klingenthal gebildet. Der Kreis wurde dem Bezirk Karl-Marx-Stadt zugeordnet.
Folgende Gemeinden bildeten den neuen Kreis:
- aus dem alten Landkreis Auerbach die 8 Gemeinden:

Hammerbrücke, Klingenthal, Morgenröthe-Rautenkranz, Mühlleithen, Muldenberg, Oberzwota, Tannenbergsthal und Zwota
- aus dem alten Landkreis Oelsnitz die 8 Gemeinden:

Breitenfeld, Erlbach, Gunzen, Markneukirchen, Schilbach, Schöneck/Vogtl., Wernitzgrün und Wohlhausen.
Der Kreis erfuhr bis zur Wende nur zwei Veränderungen in der Territorialstruktur:
- Am 4. Dezember 1952 wurde die Gemeinde Landwüst aus dem Kreis Oelsnitz in den Kreis Klingenthal umgegliedert.
- Am 1. April 1974 wurde die Gemeinde Oberzwota nach Zwota eingemeindet.

Bis zur Auflösung des Kreises am 31. Juli 1994 gab es noch folgende Gemeindegebietsveränderungen:
- 1. April 1992 – Eingliederung von Mühlleithen in die Stadt Klingenthal
- 1. Januar 1994 – Eingliederung von Wohlhausen in die Stadt Markneukirchen
- 1. März 1994 – Eingliederung von Breitenfeld in die Stadt Markneukirchen.

Am 17. Mai 1990 wurde der Kreis im Vorfeld der Wiedervereinigung der beiden deutschen Staaten in „Landkreis Klingenthal“ umbenannt und im Oktober 1990 dem wiedergegründeten Land Sachsen zugesprochen.
Bei der ersten sächsischen Kreisreform nach der Wende ging er am 1. Januar 1996 im neuen Vogtlandkreis auf.

### Einwohnerentwicklung
| Jahr      | 1960   | 1971   | 1981   | 1989   |
| Einwohner | 42.446 | 39.581 | 35.737 | 34.047 |

## Wirtschaft
Volkskunst und Musikinstrumentenherstellung waren die vorherrschenden Industriezweige. Bedeutende Betriebe waren unter anderem:
- VEB Klingenthaler Harmonikawerke
- VEB Kunstleder Tannenbergsthal
- VEB Prägewerk Markneukirchen (PRÄWEMA)
- VEB Musima Markneukirchen
- VEB Blechblas- und Signalinstrumentenfabrik

## Verkehr
Dem überregionalen Straßenverkehr diente die F 283 von Adorf über Klingenthal nach Aue. Das Kreisgebiet wurde von den Eisenbahnstrecken Chemnitz–Schöneck–Adorf und Zwotental–Klingenthal erschlossen.

## Bevölkerung
Bevölkerungsübersicht aller 16 Gemeinden, die mit dem Kreis 1990 in das wiedergegründete Land Sachsen kamen.
| AGS      | Gemeinde                | Einwohner  | Einwohner  | Fläche (ha) |
| AGS      | Gemeinde                | 03.10.1990 | 31.12.1990 | 31.12.1990  |
| 14036010 | Breitenfeld             | 424        | 429        | 715         |
| 14036020 | Erlbach                 | 1.831      | 1.834      | 1.934       |
| 14036030 | Gunzen                  | 204        | 199        | 714         |
| 14036040 | Hammerbrücke            | 1.529      | 1.528      | 814         |
| 14036050 | Klingenthal/Sa., Stadt  | 12.176     | 12.101     | 2.702       |
| 14036060 | Landwüst                | 329        | 331        | 1.044       |
| 14036070 | Markneukirchen, Stadt   | 6.975      | 6.964      | 1.876       |
| 14036080 | Morgenröthe-Rautenkranz | 1.040      | 1.036      | 3.002       |
| 14036090 | Mühlleithen             | 174        | 173        | 165         |
| 14036100 | Muldenberg              | 250        | 251        | 1.562       |
| 14036120 | Schilbach               | 228        | 227        | 601         |
| 14036130 | Schöneck/Vogtl., Stadt  | 3.478      | 3.459      | 3.166       |
| 14036140 | Tannenbergsthal/Vogtl.  | 2.137      | 2.132      | 1.792       |
| 14036150 | Wernitzgrün             | 378        | 376        | 238         |
| 14036160 | Wohlhausen              | 453        | 448        | 1.103       |
| 14036170 | Zwota                   | 1.818      | 1.805      | 2.185       |
| 14036000 | Landkreis Klingenthal   | 33.424     | 33.293     | 23.613      |

## Kfz-Kennzeichen
Den Kraftfahrzeugen (mit Ausnahme der Motorräder) und Anhängern wurden von etwa 1974 bis Ende 1990 dreibuchstabige Unterscheidungszeichen, die mit den Buchstabenpaaren TN und XN begannen, zugewiesen. Die letzte für Motorräder genutzte Kennzeichenserie war XV 00-01 bis XV 30-00.
Anfang 1991 erhielten die Landkreise Klingenthal und Oelsnitz das Unterscheidungszeichen OVL, das für Obervogtland steht. Der Landkreis Klingenthal erhielt dabei die Kombinationen mit zwei Buchstaben und den Zahlen bis 99. Das OVL wurde bis zum 31. März 1996 ausgegeben. Seit dem 9. November 2012 ist es im Vogtlandkreis erhältlich.